# Baltutlämningen

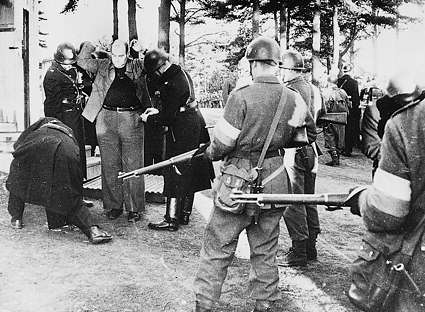
Svenska polis- och militärbevakningen vid Ränneslätt utanför Eksjö i samband med utlämningen till Sovjetunionen i januari 1946.

Baltutlämningen kallas den händelse efter andra världskrigets slut 1945, då Sovjetunionen begärde att Sverige skulle lämna ut de personer, som varit i tysk militärtjänst och sökt tillflykt i Sverige, som ledde till att 146 lettiska och andra baltiska soldater som stridit på axelmakternas sida mot Sovjetunionen utlämnades till Sovjetunionen.
Regeringen Hansson IV genomdrev beslutet trots att Sovjetunionen aldrig på allvar krävt en utlämning, och trots att den visste att hårda straff väntade i Sovjetunionen under Stalins regeringsår.

## Historia
Under hela andra världskriget flydde soldater som stred för Nazityskland till Sverige. I Sverige placerades dessa i något av de fyra interneringslägren: Ränneslätt utanför Eksjö, Backamo och Grunnebo nära Uddevalla och i lägret Lagerlingen i Havdhem på Gotland. Vissa av dessa deporterades omgående, ibland till väntande exekutionspatruller. I och med Sovjetunionens offensiv mot Baltikum och Finland flydde hösten 1944 ytterligare ett stort antal tyskar, finländare, estländare och letter till Sverige. Av dessa var cirka en tredjedel desertörer, en tredjedel demobiliserade finländare samt en tredjedel soldater som, i olika hög grad, frivilligt stridit för Tyskland. I slutet av maj var 3 200 personer internerade i lägren. Lägret i Havdhem stängdes i oktober 1945 och de internerade placerades i ett läger i Rinkaby utanför Kristianstad. Nära Rinkaby öppnade även ett femte läger, Gälltofta. 
Den 2 juni 1945 överlämnade Sovjetunionen en not till den svenska Regeringen Hansson III ("samlingsregeringen") att militär och liknande personal från östfronten som internerats i Sverige skulle utlämnas. Den 16 juni svarade den svenska regeringen att man inte hade för avsikt att bereda en fristad för tysk- och tyskenrollerad militär och militär personal.
Regeringen Hansson III avgick den 31 juli 1945 och efterträddes av Regeringen Hansson IV.
Svaret från Regeringen Hansson IV hölls hemligt fram till november 1945. Den 15 november sammankallade regeringen en presskonferens där statsminister Hansson och utrikesminister Undén bad pressen om tystnad tills man hunnit ordna bättre bevakning av lägren.[källa behövs] Nyheten avslöjades dock två dagar senare av två tidningar som inte medverkat vid presskonferensen, Dagsposten och Vestmanlands Läns Tidning.
Nyheten väckte stor uppmärksamhet då det innebar att ungefär 160 lettiska, estniska och litauiska medborgare skulle skickas till Sovjetunionen och, antogs det, straffas som landsförrädare. Sovjetunionen hade ockuperat och annekterat de tre baltiska staterna: Estland, Lettland och Litauen 1940 (se Molotov-Ribbentrop-pakten) och betraktade därför balterna som sovjetmedborgare. Situationen för de tyska internerna, 2 370 till antalet, uppmärksammades inte på samma sätt eftersom det antogs att dessa endast skulle behandlas som krigsfångar.

### Hungerstrejken
Den 22 november inledde balterna en hungerstrejk. Dagen efter höll riksdagen en interpellationsdebatt, men förutom enskilda riksdagsmän stod Regeringen Hansson IV fast vid beslutet. SKP ville gå längre och även skicka tillbaka de 30 000 civila flyktingarna från Baltikum.[källa behövs]
Den 24 november inledde även tyskarna en hungerstrejk. Den 27 november lades de baltiska hungerstrejkande in på sjukhus och dagen efter beslöt den svenska regeringen att utlämningen av dem skulle skjutas upp tills vidare. Tyskarna behandlades annorlunda och för deras del inleddes utlämningen den 30 november med det sovjetiska fartyget Kuban. Den 14 och 16 december fortsatte utlämningen till ett sovjetiskt lasarettsfartyg.
Den 8 januari fanns det 300 interner kvar i lägren Rinkaby och Gälltofta. Den 25 januari 1946 verkställdes den sista utlämningen till Sovjetunionen när 146 balter och 227 tyskar fördes ombord på det sovjetiska fartyget Beloostrov i Trelleborgs hamn.

### Självstympning
Flera av de desperata soldaterna stympade sig själva för att inte utlämnas, totalt sju, varav två letter, begick självmord. Totalt omfattade utlämningen till Sovjetunionen efter kriget ungefär 3 000 personer.

### Balternas öde efter utlämningen
De utlämnade balterna sattes i fångläger efter ankomst till Sovjetunionen, såsom generellt gjordes för soldater i tysk tjänst.  23 blev dömda till långa fängelsestraff.[källa behövs] Övriga släpptes inom några månader.[källa behövs]

## Efterspel
Ämnet har skildrats av P.O. Enquist i dokumentärromanen Legionärerna (1968). Johan Bergenstråhle använde romanen som förlaga till filmen Baltutlämningen (1970). En recension av Enquists dokumentärroman noterade att författaren "inte nedlagt sitt stora arbete på baltutlämningen enbart av historiskt intresse. Han har velat använda forskningarna som ett medel för en politisk positionsbestämning i dagens situation".
Den socialdemokratiske politikern och före detta utrikesministern Sten Andersson har hävdat att utlämningen var riktig.
Folkrättsligt fanns det inget krav på utlämning. Enligt Haagkonventionerna behöver en neutral stat efter kriget inte lämna ut någon trupp till någon part.
Trelleborg var under andra världskriget centrum för många dramatiska händelser, exempelvis transiteringstransporterna mellan Tyskland och Norge, krigsfångeutväxling, Trelleborgsrederiernas fartygsförlisningar, och baltutlämningen till Sovjetunionen i Trelleborgs hamn. För att erinra om och ge anhöriga till omkomna en plats att besöka, hedras minnet i Trelleborg med en minnesvård, "strandad flyktingbåt" (1999-2000), utförd av konstnären Christer Bording.
År 2004 producerade Regionmuseet Kristianstad under ledning av intendenterna Lars Buhrgard och Peter Rosengren vandringsutställningen "Baltutlämningen - ett svenskt trauma i andra världskrigets skugga".

### Försenade ursäkter
Officiellt bad Sveriges regering om ursäkt den 20 juni 1994. De 44 överlevande bjöds till Sverige. Fyrtio överlevande, 35 letter, fyra ester och en litauer kom och togs emot av Konung Carl XVI Gustaf. Utrikesminister Margaretha af Ugglas sade att utlämningsbeslutet varit överilat och felaktigt, att den svenska regeringen reservationslöst instämmer i kritiken av detta beslut och beklagar oförrätten. De följande dagarna besöktes bland annat Eksjö och Gotland.  Ännu en ursäkt kom 2011, denna gång från statsminister Fredrik Reinfeldt till de tre närvarande statsministrarna från Estland, Lettland och Litauen.

## Fotnoter